# Olímpico Pirambu Futebol Clube
O Olímpico Pirambu Futebol Clube é um clube de futebol brasileiro, atualmente sediado na cidade de Pirambu, no estado de Sergipe. O feito mais importante foi a conquista do Campeonato Sergipano de Futebol de 2006.

## História
O Siqueira Campos Futebol Clube foi fundado por militares, usando as cores vermelho e preto. Entre os fundadores, os generais (então tenentes) Djenal Tavares de Queiróz e Antônio Carlos Nascimentos, o Bebê. Como foi fundado no Quartel do 28BC, recebeu o apelido de "Leão da Caserna". Mudou de nome em 1939, tornando-se Olímpico Futebol Clube. Viveu seus melhores momentos nos anos 40, quando conquistou o bicampeonato estadual em 1946 e 1947 e o vice-campeonato estadual em 1948 e 1949.
Na década de 90 o clube viveu sérios problemas para manter-se. Em 1996, optou por deixar Aracaju e disputar o estadual pela cidade de Itabi. O acordo previa que todas as despesas do clube seriam pagas pela prefeitura local. O Olímpico aceitou, trocou de escudo e partiu rumo a Itabi. O clube terminou o campeonato em quinto lugar, fazendo boa campanha. No ano seguinte, repeteco. Desta vez com a prefeitura da cidade de Carmópolis. Veio o fracasso. Na metade do torneio, já estava trocando de sede, indo para Lagarto. O clube terminou na última colocação e acabou rebaixado para à Segunda Divisão. Voltou em 2000, sendo novamente rebaixado.
Em 23 de abril de 2005 mudou-se em definitivo para a cidade de Pirambu, alterando o nome para Olímpico Pirambú Futebol Clube e conquistando a Série A2 deste ano e sagrando-se campeão estadual do ano seguinte. Jogou uma vez a Copa do Brasil, em 2007, enfrentando o Corinthians; não podendo utilizar o estádio André Moura, mandou o primeiro jogo no Batistão, e saiu com um empate por 1 a 1 (os 2 gols foram do zagueiro Gustavo, que fez contra e a favor), graças à boa atuação do goleiro Alan, que fez boas defesas durante o jogo. Porém, na partida de volta, levou 3 a 0 e foi eliminado.
Em 2008, o Pirambu foi rebaixado após ficar em 9º e penúltimo lugar entre 10 clubes, e desde então não voltou a participar de nenhum torneio oficial.

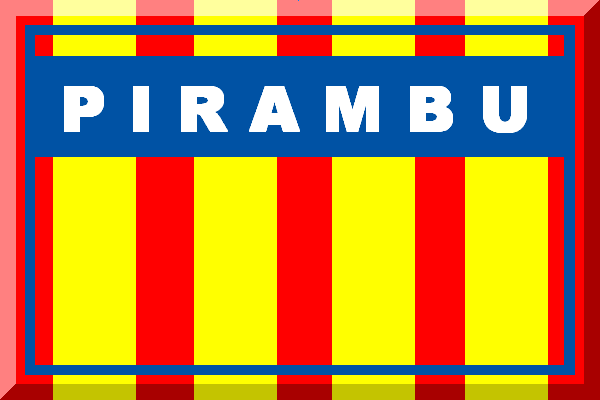
Bandeira do Olímpico Pirambu

## Títulos
| Estaduais | Estaduais                       | Estaduais | Estaduais         |
|           | Competição                      | Títulos   | Temporadas        |
| --------- | ------------------------------- | --------- | ----------------- |
|           | Campeonato Sergipano            | 3         | 1946, 1947 e 2006 |
|           | Campeonato Sergipano - Série A2 | 3         | 1985, 1987 e 2005 |
|           | Torneio Início                  | 2         | 1944 e 1950       |

### Categorias de base
- Campeonato Sergipano de Futebol Juniores : 1 (2007).